# حسن الهضیبی
حسن اسماعیل الهُضَیبی (زاده ۱۸۹۱ میلادی و درگذشته ۱۹۷۳ میلادی)، دومین مرشد عام اخوان‌المسلمین بود که پس از ترور حسن البنا به این سمت انتخاب شد.
الهضیبی در دسامبر ۱۸۹۱ میلادی در شهر عرب‌الصوالحه در خانواده‌ای فقیر که ریشه طبقه کارگری داشت، چشم به جهان گشود. دوران تحصیلات ابتدایی را به تعلیم آموزه‌های قرآنی پرداخت و در سال ۱۹۱۱ میلادی وارد مدرسه حقوق شد. او به شغل قضاوت مشغول بود. الهضیبی از اواخر دهه ۱۹۳۰ از تشکیل اخوان‌المسلمین مطلع بود. آغاز دوستی او با حسن البنا در ۱۹۴۵ منتهی به رهبری وی در این جنبش شد.

## اندیشه ها
یک موضوع مهم در حوزه اقتصادی که در دوران رهبری حسن الهضیبی در دستور کار اخوان قرار گرفت تکیه بر عامل اقتصاد برای تقویت زیر ساخت خلافت اسلامی آرمانی آنها بود. او تئوری اقتصاد نفت در خدمت دولت اسلامی را وارد قانون اساسی اخوان‌المسلمین ساخت. اعتقاد تشکل اخوان‌المسلمین در آن زمان این بود که بدون یک زیر ساختار اقتصادی قدرتمند نمی‌توان یک خلافت اسلامی عادلانه و مستقل در جهان ایجاد کرد و لذا اشغال غیرتهاجمی یکی از کشورهای نفت‌خیز حوزه خلیج فارس در دستور کار قرار گرفت. 
حسن الهضیبی بعد از امضای قرارداد 1954 بین مصر و انگلستان توسط جمال عبدالناصر، وی را خائن خواند و اخوان اقدام به ترور ناصر کرد، که این ترور نافرجام ماند و در نتیجه بسیاری از سران و اعضای اخوان‌المسلمین دستگیر و اعدام شدند. 

## مرگ
او در نوامبر سال ۱۹۷۳ میلادی درگذشت.